# Nannobrachium wisneri
Nannobrachium wisneri är en fiskart som beskrevs av Zahuranec 2000. Nannobrachium wisneri ingår i släktet Nannobrachium och familjen prickfiskar. Inga underarter finns listade i Catalogue of Life.